# Filip Hurepel
Filip Hurepel (francouzsky Philippe Hurepel; 1200/1201? - 14. nebo 18. ledna 1234 Corbei) byl hrabě z Boulogne, Mortain, Dammartinu, Clermontu a Aumale. Byl nevlastní bratr francouzského krále Ludvíka VIII. a jako nejbližší mužský příbuzný mohl ohrozit pozici následníka. Společně s dalšími vlivnými šlechtici podkopával regentskou vládu královny vdovy a byl štědrým mecenášem katedrály v Chartres. Svou přezdívku Hurepel, česky ježatý získal zřejmě kvůli vzhledu svých vlasů.

## Život

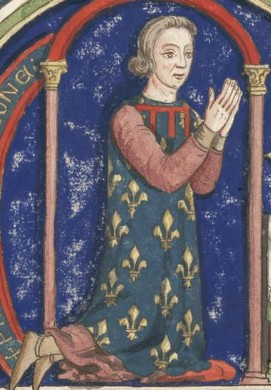
Filip Hurepel jako donátor (nákres vitráže v Chartres)

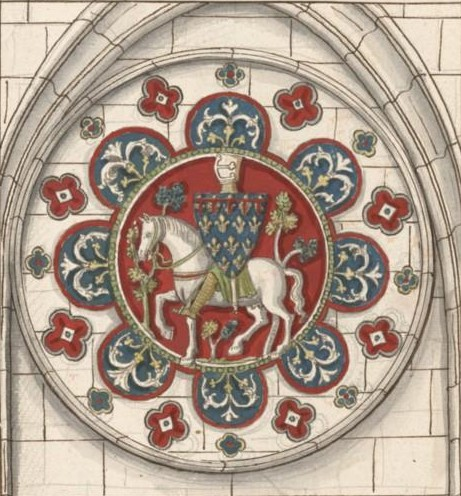
Filip Hurepel jako křižák (nákres vitráže v Chartres)

Filip se narodil jako syn francouzského krále Filipa Augusta a Anežky, dcery meránského hraběte Bertolda VI. Filip August v době sňatku s Anežkou již ženatý byl, zákonitá choť Ingeborg, sestra dánského krále, byla ode dvora zapuzena. Údajně se Filipovi hned po svatební noci zprotivila, ba pociťoval k ní dokonce odpor. Papež Inocenc III. na skandální rodinné poměry francouzského krále zareagoval interdiktem, jenž přiměl Filipa k ochotě předložit celou věc koncilu, jehož verdikt přislíbil uznat. Koncil se konal v květnu 1201 v Soissons. Poté byla zpět ke dvoru povolána zapuzená Ingeborg a Anežka odešla na hrad v Poissy, kde při porodu svého třetího dítěte v červenci 1201 zemřela. Původ Filipa Hurepela a jeho sestry Marie byl 2. listopadu 1201 papežskou bulou zlegitimizován.
Již krátce po narození byl Filip zasnouben s Matyldou, jedinou dcerou Renauda z Dammartinu a svatba se konala roku 1210 či 1216 v Saint-Germain-en-Laye. Nevěstin otec býval v mládí přítelem krále Filipa, který jej pasoval na rytíře, ale jejich cesty se postupem času rozešly a oba muži proti sobě stanuli na bojišti u Bouvines. Pán z Dammartinu po prohrané bitvě strávil zbytek života v králově vězení a jeho panství připadlo Matyldě a jejímu choti.
Filip se zúčastnil roku 1226 další kruciáty směřované na francouzský jih, která byla tentokrát pod královským vedením. Vojsko křižáků decimovala nakažlivá choroba. Filipův nevlastní bratr Ludvík VIII. nákaze v listopadu 1226 podlehl a na smrtelné posteli vysílen úplavicí donutil své leníky k přísaze, že jejich věrnost bude patřit nezletilému následníkovi a že se jeho korunovace nebude odkládat. Poručnictví nad Ludvíkem předal své choti Blance. Již v závěti sepsané o rok dříve král přesně určoval příjmy svých čtyř synů a svého nevlastního bratra, který se okamžikem jeho skonu stal nejbližším dospělým mužským příbuzným následníka. Královniným poručnictvím se zřejmě mělo zamezit Filipovu vlivu na mladého panovníka. Filip Hurepel totiž podporoval ambiciózní velmože, kteří se obávali silné monarchie. Brzy po Ludvíkově korunovaci se utvořila šlechtická klika brojící proti regentské vládě, kam patřil Theobald ze Champagne, Petr Mauclerc a Hugo z Lusignanu, kteří byli nespokojení již za Ludvíka VIII. a pokoušeli se o spojenectví s anglickým králem Jindřichem. K buřičům se přidal i Filip Hurepel. Blanka Kastilská posléze triumfovala a mnoha mírovými smlouvami se v zemi podařilo nastolit poměrný klid. Hrozba povstání však zcela nevymizela a až do polovice čtyřicátých let byly patrné snahy o intervenci z anglického ostrova.
Osudnou se Filipovi stala účast na turnaji, kde utržil smrtelné zranění a byl pohřben v Saint-Denis. Vdova Matylda se po čase znovu provdala - novým hrabětem z Boulogne se stal Alfons, mladší syn portugalského krále.
Filip byl štědrým donátorem katedrály v Chartres, nechal pořídit do příčné lodi vitraje se scénami Smrti, Nanebevzetí a Korunovace Panny Marie. Na vitraji v příčné lodi je zpodobněn s chotí a dcerou jako pokorný donátor a také jako rytíř na koni. Patří tak ke společnosti dalších významných pánů své doby, kteří byli aktivními křižáky a jsou taktéž na místních vitrajích. Zdá se, že Filip je také společně s Matyldou ve dvojici elegantních soch severního portálu katedrály.

## Vývod z předků
|               |                           |  |                        |                          |  |  |  |  |  |  |  | Filip I. Francouzský |
|               |                           |  |                        |                          |  |  |  |  |  |  |  |                      |
|               | Ludvík VI. Francouzský    |  |                        |                          |  |  |  |  |  |  |  |                      |
|               |                           |  |                        |                          |  |  |  |  |  |  |  |                      |
|               |                           |  |                        | Berta Holandská          |  |  |  |  |  |  |  |                      |
|               |                           |  |                        |                          |  |  |  |  |  |  |  |                      |
|               | Ludvík VII. Francouzský   |  |                        |                          |  |  |  |  |  |  |  |                      |
|               |                           |  |                        |                          |  |  |  |  |  |  |  |                      |
|               |                           |  |                        | Humbert II. Savojský     |  |  |  |  |  |  |  |                      |
|               |                           |  |                        |                          |  |  |  |  |  |  |  |                      |
|               | Adéla Savojská            |  |                        |                          |  |  |  |  |  |  |  |                      |
|               |                           |  |                        |                          |  |  |  |  |  |  |  |                      |
|               |                           |  |                        | Gisela Burgundská        |  |  |  |  |  |  |  |                      |
|               |                           |  |                        |                          |  |  |  |  |  |  |  |                      |
|               | Filip II. Francouzský     |  |                        |                          |  |  |  |  |  |  |  |                      |
|               |                           |  |                        |                          |  |  |  |  |  |  |  |                      |
|               |                           |  |                        | Štěpán II. z Blois       |  |  |  |  |  |  |  |                      |
|               |                           |  |                        |                          |  |  |  |  |  |  |  |                      |
|               | Theobald II. ze Champagne |  |                        |                          |  |  |  |  |  |  |  |                      |
|               |                           |  |                        |                          |  |  |  |  |  |  |  |                      |
|               |                           |  |                        | Adéla z Blois            |  |  |  |  |  |  |  |                      |
|               |                           |  |                        |                          |  |  |  |  |  |  |  |                      |
|               | Adéla ze Champagne        |  |                        |                          |  |  |  |  |  |  |  |                      |
|               |                           |  |                        |                          |  |  |  |  |  |  |  |                      |
|               |                           |  |                        | Engelbert II. Korutanský |  |  |  |  |  |  |  |                      |
|               |                           |  |                        |                          |  |  |  |  |  |  |  |                      |
|               | Matylda Korutanská        |  |                        |                          |  |  |  |  |  |  |  |                      |
|               |                           |  |                        |                          |  |  |  |  |  |  |  |                      |
|               |                           |  |                        | Utta z Pasova            |  |  |  |  |  |  |  |                      |
|               |                           |  |                        |                          |  |  |  |  |  |  |  |                      |
| Filip Hurepel |                           |  |                        |                          |  |  |  |  |  |  |  |                      |
|               |                           |  |                        |                          |  |  |  |  |  |  |  |                      |
|               |                           |  | Bertold II. z Andechsu |                          |  |  |  |  |  |  |  |                      |
|               |                           |  |                        |                          |  |  |  |  |  |  |  |                      |
|               | Bertold III. z Andechsu   |  |                        |                          |  |  |  |  |  |  |  |                      |
|               |                           |  |                        |                          |  |  |  |  |  |  |  |                      |
|               |                           |  |                        | Žofie Istrijská          |  |  |  |  |  |  |  |                      |
|               |                           |  |                        |                          |  |  |  |  |  |  |  |                      |
|               | Bertold IV. z Andechsu    |  |                        |                          |  |  |  |  |  |  |  |                      |
|               |                           |  |                        |                          |  |  |  |  |  |  |  |                      |
|               |                           |  |                        | Otto V. ze Scheyernu     |  |  |  |  |  |  |  |                      |
|               |                           |  |                        |                          |  |  |  |  |  |  |  |                      |
|               | Hedvika z Wittelsbachu    |  |                        |                          |  |  |  |  |  |  |  |                      |
|               |                           |  |                        |                          |  |  |  |  |  |  |  |                      |
|               |                           |  |                        | Heilika z Lengenfeldu    |  |  |  |  |  |  |  |                      |
|               |                           |  |                        |                          |  |  |  |  |  |  |  |                      |
|               | Anežka Meránská           |  |                        |                          |  |  |  |  |  |  |  |                      |
|               |                           |  |                        |                          |  |  |  |  |  |  |  |                      |
|               |                           |  |                        | Konrád Míšeňský          |  |  |  |  |  |  |  |                      |
|               |                           |  |                        |                          |  |  |  |  |  |  |  |                      |
|               | Dedi V. Wettinský         |  |                        |                          |  |  |  |  |  |  |  |                      |
|               |                           |  |                        |                          |  |  |  |  |  |  |  |                      |
|               |                           |  |                        | Luitgarda z Ravensteinu  |  |  |  |  |  |  |  |                      |
|               |                           |  |                        |                          |  |  |  |  |  |  |  |                      |
|               | Anežka z Rochlitz         |  |                        |                          |  |  |  |  |  |  |  |                      |
|               |                           |  |                        |                          |  |  |  |  |  |  |  |                      |
|               |                           |  |                        | ?                        |  |  |  |  |  |  |  |                      |
|               |                           |  |                        |                          |  |  |  |  |  |  |  |                      |
|               | Matylda z Heinsbergu      |  |                        |                          |  |  |  |  |  |  |  |                      |
|               |                           |  |                        |                          |  |  |  |  |  |  |  |                      |
|               |                           |  |                        | ?                        |  |  |  |  |  |  |  |                      |
|               |                           |  |                        |                          |  |  |  |  |  |  |  |                      |